# Hovik Abrahamian
Pour les articles homonymes, voir Abrahamian.
Hovik Abrahamian (en arménien Հովիկ Աբրահամյան), né le 24 janvier 1958 à Mkhchyan en République socialiste soviétique d'Arménie, est un homme d'État arménien, premier ministre du 13 avril 2014 au 13 septembre 2016.

## Biographie
Titulaire d'un diplôme de l'Institut d'Économie nationale de Yerevan, il sert un temps dans les forces armées soviétiques, puis travaille dans l'administration de l'industrie des vins et spiritueux. À la suite de la dislocation de l'URSS et de l'indépendance de l'Arménie en 1991, il se lance en politique, au sein du Parti républicain (conservateur). L'Assemblée nationale de la République d'Arménie est rétablie en 1995, et il y est élu député cette même année. L'année suivante, il devient maire d'Artashat, puis préfet de la province d'Ararat de 1998 à 2000.
De 2000 à 2008, il est ministre de l'Administration territoriale, sous les premiers ministres Andranik Margarian puis Serge Sarkissian. De 2007 à 2008, il est également le vice Premier-ministre de Serge Sarkissian. De septembre à novembre 2008, il est brièvement président de l'Assemblée nationale.
En avril 2014, le président de la République, Serge Sarkissian, le nomme Premier ministre, à la suite de la démission de Tigran Sarkissian.
Sur fond de crise économique et de tensions politiques au sein du pays, des manifestations importantes ayant eu lieu en juillet 2016 (en) (3 morts), Hovik Abrahamian présente sa démission le 8 septembre 2016. Karen Karapetian lui succède le 13 septembre.